# Ritva Matell
Ritva Anneli Matell, född 26 september 1942 i S:t Michel, är en finländsk-svensk läkare.
Matell, som är dotter till inspektör Toivo Kärki och Eeva Moilanen, blev medicine licentiat 1969, specialist i neurologi vid Helsingfors universitet 1976, medicine doktor 1977 och docent i neurologi vid Karolinska Institutet 1979. Hon var underläkare vid neurologiska kliniken på Helsingfors universitetscentralsjukhus 1969–1972, klinisk lärare/biträdande överläkare där 1972–1977, avdelningsläkare vid neurologiska kliniken på Karolinska sjukhuset 1978–1979 samt klinisk lärare vid Karolinska Institutets neurologiska institution på Södersjukhuset och biträdande överläkare vid neurologiska kliniken där från 1979. Hon har innehaft en rad uppdrag inom Finlands läkarförbund. Hon har författat skrifter inom området neuromuskulära sjukdomar, framförallt myasthenia gravis.